# Ovelha negra

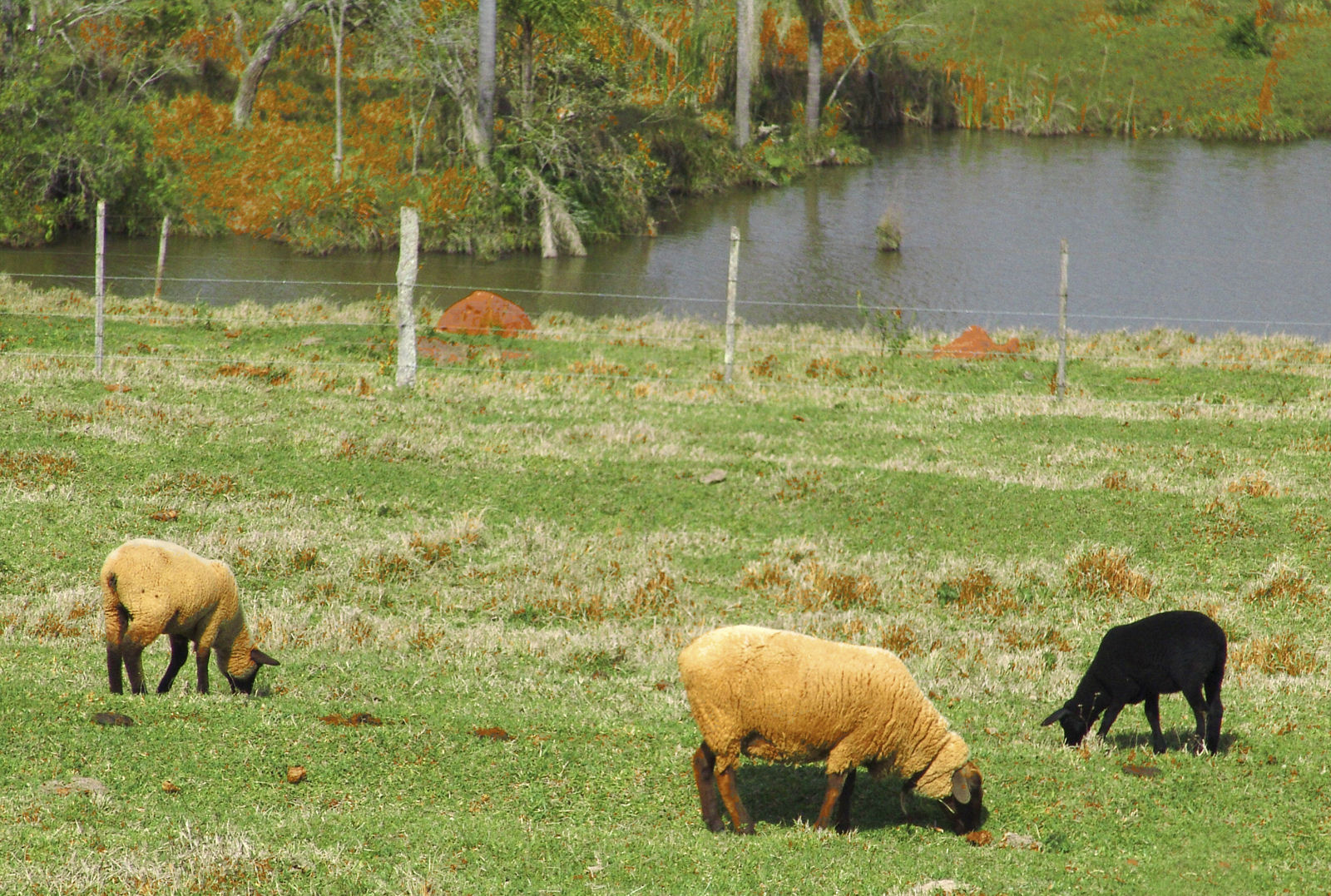
"Ovelha negra"

Ovelha negra é um termo usado para descrever um membro estranho ou de má reputação de um grupo, especialmente dentro de uma família. O termo deriva do efeito genético em ovelhas, pelo qual um gene recessivo ocasionalmente se manifesta no nascimento de uma ovelha com coloração preta em vez de branca; essas ovelhas se destacam no rebanho e sua lã era tradicionalmente considerada menos valiosa.
O termo geralmente tem implicações negativas, implicando em desvios.
Em psicologia, o efeito da ovelha negra refere-se à tendência dos membros do grupo de julgar os membros mais agradáveis do grupo mais positivamente e desviantes no membro do grupo de forma mais negativa do que os membros externos comparáveis.

## Origem do termo
Uma das versões para a origem desse termo defende que as ovelhas negras teriam menos valor do que as brancas porque a lã negra não pode ser tingida de todas as cores, como a branca.
A expressão, no entanto, é considerada por alguns como racista, já que associa atitudes e conceitos negativos a cor negra.